# Ruta Nacional 130 (Argentina)
La Ruta Nacional 130 es una carretera asfaltada argentina, que se encuentra en el centro-este de la Provincia de Entre Ríos. En su recorrido de 82 kilómetros asfaltados une la Ruta Nacional 14 en el km 163, cerca de la ciudad de Colón, que se encuentra junto al río Uruguay, con la ciudad de Villaguay, en el centro de la provincia. Se encuentra unida a la Ruta Provincial 23 que fue  pavimentada en el año 2010 e inaugurada por Sergio Urribarri en 2011.
Antiguamente esta carretera comenzaba más al sudeste, en la Plaza Washington de la ciudad de Colón, pasando por la ciudad de San José.

## Localidades
Las ciudades por las que pasa esta ruta de sudeste a noroeste son las siguientes.

### Provincia de Entre Ríos
Recorrido: 82 km (kilómetro 0 a 82).
- Departamento Colón: Villa Elisa (km 15-17).

- Departamento Uruguay: No hay poblaciones.

- Departamento Villaguay: Villaguay (km 82).